# Нападение карматов на караван хаджа
Нападение карматов на караван хаджа произошло в марте 924 года. Карматы под руководством Абу Тахира аль-Джаннаби, эмира Карматского государства, расположенного в Бахрейне, напали на караван паломников-хаджи Аббасидского халифата, который возвращался из Мекки в Багдад. В развернувшемся сражении карматы одержали решительную победу, а многие знатные аббасидские придворные, включая командующего халифатской армией Абдаллаха ибн Хамдана, были пленены.

## Предыстория
Основанный в 890 году в Бахрейне исмаилитским даи Абу Саидом аль-Джаннаби, карматский эмират с самого начала своего существования занял резко оппозиционное положение к суннитам в целом и Аббасидам в частности. В 912 году карматские войска совершили рейд в земли Аббасидского Ирака и Басры, вынудив последних подписать сепаратный мир.
Мир между государствами прервался в 923 году, когда у власти в карматском государстве встал младший сын Абу Саида Абу Тахир аль-Джаннаби. В это время пост визиря Аббасидского халифата занимал Абу-ль-Хасан Али Ибн аль-Фурат, шиит по вероисповеданию, который был гораздо менее склонен к примирению. Он занял пост на следующий год после того, как Абу Тахир унаследовал престол. При этом от него отвернулось значительное число воинов, из-за чего оборона центральных провинций Аббасидов стала намного хуже. Новый же карматский эмир явно хотел заявить о себе как о грозном сопернике и, вероятно, воспользовался данным обстоятельством в своих интересах. Отряд численностью лишь в 1700 человек 11 или 12 августа 923 года вновь атаковал город Басра, захватил и разграбил его. Он подвергал город разорению в течение 17 дней. Это событие вызвало острый политический кризис, который лишь усилил аббасидский визирь, который воспользовался обстановкой чтобы укрепить свою власть, не гнушаясь пытками и арестами государственных служащих, которые осуществлял его сын.

## Нападение
В марте  года Абу Тахир расположил свои войска в засаде у ал-Хабира, поджидая возвращения отправившихся в хадж паломников. За ними следовали ещё несколько караванов, которые сразу же оповестили о засаде. Чтобы не попасть в неё они отправились в Файд, к югу от ал-Хабира. Первый из караванов остановился здесь, поджидая остальных чтобы объединёнными силами дать более решительный отпор карматам. Командир охраны паломников Абдаллах ибн Хамдан даже предложил направиться в обход через Вади ал-Кура, однако получил решительный отказ, так как паломники не хотели отходить настолько далеко от первоначального маршрута. Они так и не пришли к единому мнению, а припасы стали заканчиваться, в связи с чем один из караванов принял решение выдвинуться к месту засады без остальных. За ним выдвинулись и остальные уже под прикрытием Хамдана. Во главе армии из 800 конных воинов и тысячи пехотинцев Абу Тахир напал на караваны паломников по очереди и без особых проблем разбил их, убив две с половиной тысячи человек и взяв в плен полсотни женщин и 2200 мужчин, включая командующего охраной Абдаллаха ибн Хамдана и арабского лексикографа аль-Азхари. Он отвёз их в свою столицу эль-Хасу, и в дальнейшем взял большой выкуп за освобождение. О выкупе договаривался сам Абдаллах. Большую часть бедняков карматы трогать не стали, однако забрали у них все запасы еды, воды, а также верблюдов, поэтому лишь немногим удалось добраться до поселений. Большая же часть умерла от истощения. В ходе нападения карматам досталось много сокровищ, включая принадлежащие лично халифу.

## Последствия
По сведениям из арабских источников, власть халифа из-за нападения карматов значительно пошатнулась в этот год. Оба события, по христианскому летоисчислению выпадающие на разные года, по исламскому выпали на один. Летописец Ариб ибн Сад описал этот год как «год разрушения». Хилал ас-Саби и Ибн аль-Асир при этом отдельно отметили, что поражение аббасидскому халифату смог нанести 17-летний юнец. По всему Багдаду прокатилась волна беспорядков, направленная в основном против Ибн аль-Фурата. Халиф был вынужден передать часть полномочий гражданского управляющего своему главнокомандующему Му’нису ал-Хадиму, чего ранее в значительной степени опасались визири. Была учреждена должность Шихна, военного губернатора, который был подотчётен именно командующему и во всём ему подчинялся.
В январе следующего года в Багдад прибыли паломники из Хорасана. Правительство Аббасидов объединило их в большую группу под управлением Джафара ибн Варка аш-Шайбани, эмиром эль-Куфы, что возглавлял отряд конной охраны. Паломников предупредили об опасности, однако они всё равно направились в Мекку без каких либо мер предосторожности. Карматы перехватили и эту группу у аз-Зубалы, обладая превосходством в численности. Бросив всё, паломники бежали в эль-Куфу, преследуемые Абу Тахиром. Аббасидское войско, вышедшее им навстречу, было разбито, после чего карматы разграбили город, вывезя в столицу железные ворота. Остатки армии бежали в Багдад. Эти события привели к тому, что Ибн аль-Фурат утратил всякое доверие и халифа, и простого народа. 16 июля его сместили и казнили вместе с сыном. Из-за этого гражданское управление во многом оказалось подчинено военным.
В дальнейшем карматы продолжали одерживать над врагом победу за победой, изначально «перемолотив всё войско Аббасидов», а в 927 году вторглись в Ирак, угрожая самому Багдаду. В 930 Абу Тахир разграбил Мекку и похитил Чёрный камень. Однако в дальнейшем, из-за внутренних проблем, вызванных, в частности, провозглашением «Исфаханского махди», отношения между халифатом и карматами нормализовались.